# محافظة كندال
محافظة كندال (بالإنجليزية: Kandal Province)‏ هي محافظة في كمبوديا، تتبع كمبوديا، بلغ عدد سكانها 1٬265٬085 نسمة، عاصمتها Ta Khmau municipality ‏، تبلغ مساحتها 3٬568٫0 كيلومتر مربع.

## الموقع
تشترك في الحدود مع:
- مقاطعة كامبونغ تشام
- محافظة كامبونغ سبيو
- محافطة كامبونغ تشنانغ
- محافظة تاكو
- مقاطعة آن جيانج
- بنوم بنه
- محافظة بري فنغ.

## التقسيمات الإدارية
- Kandal Stueng District [الإنجليزية]‏
- Kien Svay District [الإنجليزية]‏
- Khsach Kandal District [الإنجليزية]‏
- Kaoh Thum District [الإنجليزية]‏
- Leuk Daek District [الإنجليزية]‏
- Lvea Aem District [الإنجليزية]‏
- Mukh Kampul District [الإنجليزية]‏
- Angk Snuol District [الإنجليزية]‏
- Ponhea Lueu District [الإنجليزية]‏
- S'ang District [الإنجليزية]‏
- Ta Khmau municipality [الإنجليزية]‏.

## الاعلام
اونج هوت.